# فرودگاه اوئاهیگویا
 فرودگاه اوئاهیگویا (به انگلیسی: Ouahigouya Airport) یک فرودگاه با کد یاتا OUG است . این فرودگاه در کشور بورکینافاسو قرار دارد .